# Gianni Ferraro
Gianni Ferraro (...) è uno schermidore e dirigente sportivo italiano, specializzato nella sciabola. Presidente dell'Associazione Sportiva Petrarca Scherma dal 1983 al 1993.

## Carriera
Sciabolatore dell'Associazione Sportiva Petrarca Scherma da atleta è stato Campione Europeo Master di sciabola a squadre nel 2004 a Bergamo, Campione Italiano Master individuale nel 2007 e Campione Italiano Master a squadre nel 2008.